# Habrostolodes ocarina
Habrostolodes ocarina är en fjärilsart som beskrevs av Max Wilhelm Karl Draudt och M.Gaede 1944. Habrostolodes ocarina ingår i släktet Habrostolodes och familjen nattflyn. Inga underarter finns listade i Catalogue of Life.